# Trellius kerinci
Trellius kerinci är en insektsart som beskrevs av Andrej Vasiljevitj Gorochov 2003. Trellius kerinci ingår i släktet Trellius och familjen syrsor. Inga underarter finns listade i Catalogue of Life.